# Galeriegrab Züschen II
Das Galeriegrab Züschen II war eine megalithische Grabanlage der jungsteinzeitlichen Wartbergkultur bei Züschen, einem Ortsteil von Fritzlar im Schwalm-Eder-Kreis (Hessen). Es wurde in den 1880er Jahren zerstört. Die Reste der Anlage wurden 1894, 1939 und 1949 archäologisch untersucht.

## Lage
Die Anlage befand sich östlich von Züschen. 150 m südöstlich befindet sich das erhaltene Galeriegrab Züschen I. 400 m westlich befand sich das zerstörte Galeriegrab Züschen IV. 2,5 km westlich befand sich das zerstörte Galeriegrab Züschen III. Diese benachbarten Anlagen sind ebenfalls nach dem Ort Züschen benannt, obwohl sie im Gegensatz zu Züschen II alle in der Gemarkung Lohne liegen.

## Forschungsgeschichte
Das Grab wurde irgendwann im 19. Jahrhundert entdeckt. In den 1880er Jahren wurden seine Steinplatten gesprengt. 1894 führten Johannes Boehlau und Felix von Gilsa zu Gilsa eine erste Grabung an den Resten der Anlage durch. Weitere Untersuchungen erfolgten 1939 und 1949 unter Leitung von Otto Uenze. Die Funde aus diesen drei Grabungen befinden sich heute im Hessischen Landesmuseum in Kassel.

## Beschreibung

### Architektur
Das Galeriegrab hatte eine Länge von mindestens 12 m und eine Breite von 2,5 m. Zur Orientierung liegen keine Angaben vor. Es bestand aus mehreren Wandplatten aus Buntsandstein und Kalkstein. Bei einer Sandsteinplatte konnte die Länge auf 1,6 m und die Höhe auf 1,23 m bestimmt werden. Da nicht vermerkt wurde, wie tief die Platte in den anstehenden Löss-Boden eingesenkt worden war, ist keine Rekonstruktion der Kammerhöhe möglich.
Das Baumaterial für die Kammer stammte aus unterschiedlichen Entfernungen. Das nächste Vorkommen von Kalkstein liegt nur 100 m vom Standort des Grabes. Das nächste Vorkommen von Buntsandstein liegt in 1,3 km Entfernung.

### Bestattungen
Bei der Grabung von 1894 wurden zahlreiche menschliche Knochen gefunden, von denen einige Brandspuren aufwiesen. Die meisten Knochen sind heute nicht mehr erhalten. Im Museumsarchiv befinden sich lediglich einige verbrannte Knochenstückchen.

### Funde
Aus dem Grab stammen Keramikfunde, Geräte aus Feuerstein und Felsgestein, Tierknochen und andere Funde. Sowohl 1894 als auch bei der 1961 durchgeführten Inventarisierung der Funde aus den beiden Nachgrabungen kam es teilweise zu Vermischungen von Fundmaterial aus den Gräbern Züschen I und II.

#### Keramik
Zum Grabinventar gehörten Randscherben von zwei steilwandigen Gefäßen, eine weitere Randscherbe, die wohl zu einem bauchigen Gefäß gehört und weitere Scherben, die sich nicht oder nur unsicher zu Gefäßen rekonstruieren lassen (darunter möglicherweise zwei Tassen). Fast alle Scherben sind unverziert, nur eine weist Reste eines Fischgrätenmusters auf.
Zum vermischten Fundmaterial gehören Scherben eines kleinen Topfes der jüngeren Wartbergkultur, Scherben eines weiteren Topfes der älteren Wartbergkultur, eine Wandscherbe eines großen, dickwandigen Gefäßes und weitere, nur allgemein als neolithisch oder vorgeschichtlich zu klassifizierende Scherben.

#### Feuerstein- und Felsgestein-Geräte
Sicher Grab II zuordnen lassen sich mehrere Feuersteinklingen (verschollen), ein Feuersteinbeil (verschollen), eine Rundnackenaxt aus Amphibolit und ein durchlochter spinnwirtelartiger Stein.
Nach Irene Kappel stammt auch eine querschneidige Pfeilspitze aus Grab II, die Inventarnummer weist sie hingegen Grab I zu.

#### Tierknochen
Bei der Grabung von 1894 wurden ein Rückenwirbel, eine Rippe und mehrere Backenzähne vom Rind gefunden. Weitere Rinderknochen traten bei den Nachgrabungen zutage. Keiner der Knochen ist erhalten.

#### Sonstige Funde
Im Grab wurden weiterhin Bruchstücke von Hüttenlehm, Holzkohle und ein unbearbeitetes Stück Kieselschiefer gefunden.

#### Funde späterer Zeitstellung
Im Grab wurden auch einige Scherben gefunden, die deutlich jünger sind als die primäre Nutzungsphase der Anlage. Eine Randscherbe eines dünnwandigen Gefäßes lässt sich nur allgemein als metallzeitlich einordnen, ebenso eine Scherbe aus dem vermischten Fundmaterial. Eine Scherbe stammt aus der Eisenzeit oder römischen Kaiserzeit, eine weitere, mit Schlicker überzogene Scherbe lässt sich in die vorrömische Eisenzeit datieren. Diese Funde deuten auf eine Störung der Grabanlage während der Eisenzeit oder der römischen Kaiserzeit hin.